# Hind Ben Abdelkader
Hind Ben Abdelkader (Bruxelles, 21 luglio 1995) è una cestista belga con cittadinanza marocchina, professionista nella WNBA.

## Carriera
Con il Belgio ha disputato i Campionati mondiali del 2022.